# Santa Bárbara de Nexe
Santa Bárbara de Nexe es una freguesia portuguesa del concelho de Faro, con 42,312 km² de superficie y 4.119 habitantes (2001). Su densidad de población es de 108,6 hab/km².

## Galería

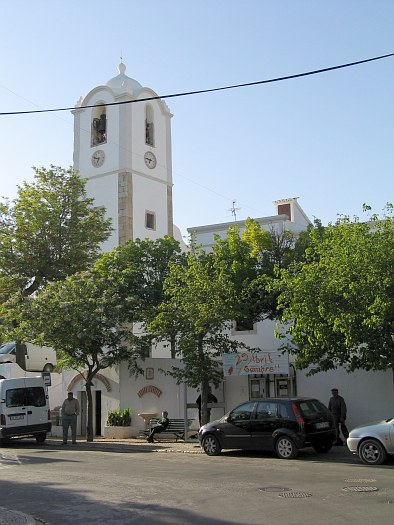
Iglesia católica de Santa Bárbara de Nexe